# Margit Korondi
Margit Korondi (ur. 24 czerwca 1932 w Celje, zm. 6 marca 2022 w Las Vegas) – węgierska gimnastyczka. Wielokrotna medalistka olimpijska.
Margit Korondi uchodzi za jedną z najwybitniejszych gimnastyczek swoich czasów. Urodziła się na terenie dzisiejszej Słowenii. Na dwóch igrzyskach – w 1952 i 1956 – wywalczyła osiem medali, w tym dwa złote, dwa srebrne i cztery brązowe. Indywidualnie triumfowała w 1952 w ćwiczeniach na poręczach. Po igrzyskach w Australii pozostała na Zachodzie i w związku z wydarzeniami węgierskiego powstania poprosiła o azyl polityczny. Zamieszkała w Stanach Zjednoczonych.